# Okudera Yasuhiko
Okudera Yasuhiko (sinh ngày 12 tháng 3 năm 1952) là một cầu thủ bóng đá người Nhật Bản.

## Đội tuyển bóng đá quốc gia Nhật Bản
Okudera Yasuhiko thi đấu cho đội tuyển bóng đá quốc gia Nhật Bản từ năm 1972 đến 1987.

## Thống kê sự nghiệp
| Đội tuyển bóng đá Nhật Bản | Đội tuyển bóng đá Nhật Bản | Đội tuyển bóng đá Nhật Bản |
| Năm                        | Trận                       | Bàn                        |
| -------------------------- | -------------------------- | -------------------------- |
| 1972                       | 6                          | 1                          |
| 1973                       | 0                          | 0                          |
| 1974                       | 0                          | 0                          |
| 1975                       | 5                          | 0                          |
| 1976                       | 8                          | 7                          |
| 1977                       | 4                          | 0                          |
| 1978                       | 0                          | 0                          |
| 1979                       | 0                          | 0                          |
| 1980                       | 0                          | 0                          |
| 1981                       | 0                          | 0                          |
| 1982                       | 0                          | 0                          |
| 1983                       | 0                          | 0                          |
| 1984                       | 0                          | 0                          |
| 1985                       | 0                          | 0                          |
| 1986                       | 4                          | 0                          |
| 1987                       | 5                          | 1                          |
| Tổng cộng                  | 32                         | 9                          |